# Danielopolina carolynae
Danielopolina carolynae är en kräftdjursart som beskrevs av Louis S. Kornicker och Sohn 1976. Danielopolina carolynae ingår i släktet Danielopolina och familjen Thaumatocyprididae. Inga underarter finns listade i Catalogue of Life.